# Battle Circus
Battle Circus (en España, Campo de batalla; en Venezuela, Amor en el infierno) es una película estadounidense escrita y dirigida por Richard Brooks y protagonizada por Humphrey Bogart y June Allyson.

## Sinopsis
La película se desarrolla durante la Guerra de Corea. En ella, Bogart (en su única película con Metro-Goldwyn-Mayer) interpreta a un cirujano y comandante del M*A*S*H (Hospital Móvil Quirúrgico del Ejército) y June Allyson a una enfermera recién llegada.